# BIRT
BIRT (англ. The Business Intelligence and Reporting Tools) — проект с открытым исходным кодом, который поддерживает технологию реализации отчётности и бизнес-аналитики для толстого клиента и веб-приложений, с фокусом на приложения на Java и Java EE. Проект верхнего уровня Eclipse Foundation.
Заявленными задачами проекта является решение широкого спектра потребностей в плане реализации отчетов, от оперативных отчетов или отчетов предприятия, до аналитической обработки в реальном времени (OLAP). Проект предоставляет возможности, которые позволяют разработчикам легко создавать и интегрировать отчеты в приложения.
Имеет два основных компонента для разработки: визуальный редактор отчётов в среде разработки Eclipse и компонент времени выполнения для генерации отчетов, которые могут быть развёрнуты в любой среде Java. Также содержит технологию построения графиков, которая полностью интегрирована в дизайнер отчетов и может использоваться автономно для интеграции графиков в приложение.
Сконструированные отчеты BIRT сохраняются в XML и имеют доступ к целому ряду различных источников данных, включая JDO, JFire, Plain Old Java Object, SQL, веб-службам.